# Taszmetum-szarrat

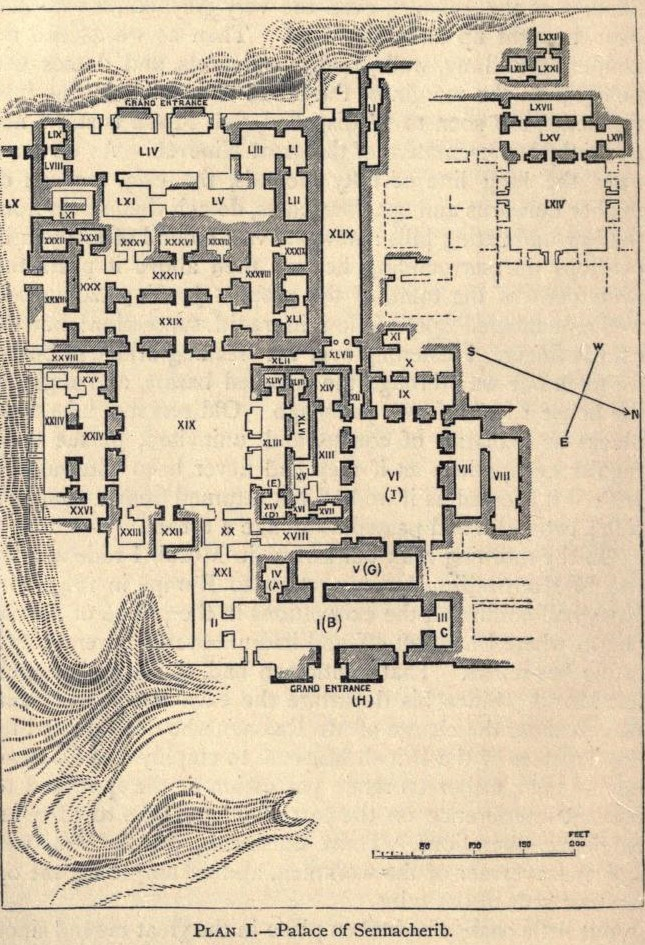
Plan Pałacu południowo-zachodniego Sennacheryba ze wzgórza Kujundżyk w Niniwie (wykopaliska Austen Henry Layarda). Sfinksy z inskrypcją wzmiankującą Taszmetum-szarrat flankowały jedną z bram (brama A) na dziedzińcu LXIV.

Taszmetum-szarrat (akad. Tašmētu-šarrat, w transliteracji z pisma klinowego zapisywane fdtaš-me-tum-šar-rat; tłum. „bogini Taszmetum jest królową”) – asyryjska królowa, jedna z żon Sennacheryba (704-681 p.n.e.). Wzmiankowana jest w inskrypcji Sennacheryba umieszczonej na dwóch kamiennych sfinksach (apsasû), które flankowały wejście do jej prywatnych komnat w Pałacu Południowo-zachodnim w Niniwie. Inskrypcja ta opisuje budowę i wystrój Pałacu Południowo-zachodniego z uwzględnieniem jego części wzniesionej specjalnie dla Taszmetum-szarrat. Fragment tekstu dotyczący właśnie tej części pałacu brzmi następująco: „Dla Taszmetum-szarrat, kobiety pałacu (MUNUS.É.GAL), mojej ukochanej małżonki, której postać bogini Belet-ili uczyniła bardziej doskonałą od (postaci) wszystkich (innych) kobiet, kazałem wznieść pałac miłości, szczęścia i radości, a w jego wejściach umieściłem sfinksy z białego wapienia”. Taszmetum-szarrat posiadać też mogła rezydencję w mieście Aszur, gdyż odnaleziono tu dwie należące do niej amfory z alabastru. Jedna z nich znajduje się obecnie w Muzeum Pergamońskim w Berlinie (nr inwent. VA Ass 2255), a druga w Muzeum Archeologicznym w Stambule (nr inwent. EȘ 4622). Na obu amforach widnieje wizerunek skorpiona, który - jak się przypuszcza - reprezentować miał asyryjską królową (podobnie jak wizerunek lwa reprezentował króla asyryjskiego) oraz umieszczona jest krótka inskrypcja: „Własność Taszmetum-szarrat, kobiety pałacu (MUNUS.É.GAL) Sennacheryba, króla Asyrii”. 